# Louis Fraser
Pour les articles homonymes, voir Fraser.
Louis Fraser est un zoologiste britannique, né en 1810 et mort en 1866.
Il est le conservateur du muséum de la Société zoologique de Londres et est responsable de la collection d'Edward Smith-Stanley, treizième duc de Derby (1775-1851) à Knowsley. Il participe à l’expédition dans le Niger de 1841 conduite par l’amiral William Allen (1792-1864).